# حسين محسن يحيى الجبري
حسين محسن يحيى الجبري هو شاعر يمني. ولد عام 1941 في مدينة صنعاء. تلقى تعليمه في المدرسة التحضيرية في صنعاء وتخرج منها. وعين مسؤولاً أولاً لتنفيذ وإدارة أول سنترال للهاتف بصنعاء قبل الثورة، وظل بهذا المنصب حتى قيام ثورة 26 سبتمبر في 1962. وفي أول أيام الثورة عين في مكتب رئاسة الجمهورية. وفي 1964 صدر قرار جمهوري بتعيينه مديراً عاماً للإذاعة حتى 1968. وبعدها انتقل للعمل الدبلوماسي. وله مشاركات في القصيدة الغنائية العاطفية والوطنية.